# Hạch hạnh nhân

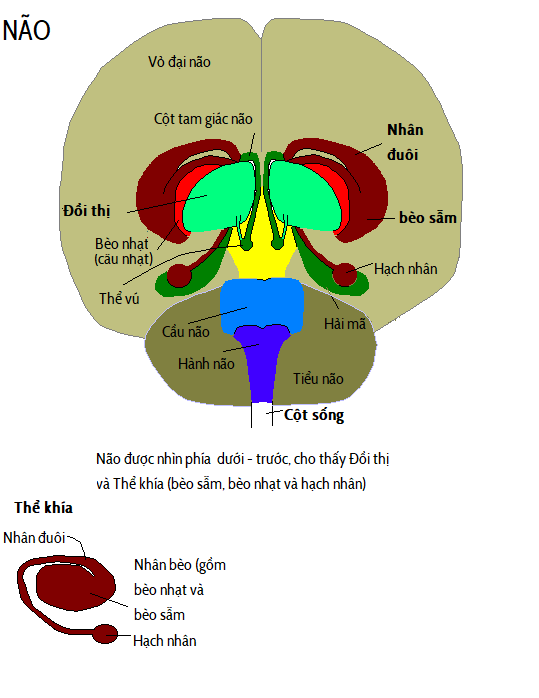
Human brain in the coronal orientation. Amygdalae are shown in dark red.

Hạch hạnh nhân (tiếng Anh: amygdala) là một trong hai nhóm nhân hình quả hạnh nhân nằm ở giữa sâu bên trong thùy thái dương của não ở các loài động vật có xương sống phức tạp, bao gồm cả con người. Các nghiên cứu đã cho thấy nó đóng một vai trò thiết yếu trong việc xử lý ký ức, ra quyết định và phản ứng cảm xúc (bao gồm sợ hãi, lo lắng và giận dữ). Hạch hạnh nhân được coi là một phần của hệ viền.

## Cấu trúc
Vùng được mô tả là nhân hạch hạnh nhân bao quanh một vài cấu trúc với những đặc tính về mặt chức năng và kết nối riêng biệt ở con người và những loài động vật khác. Trong số những nhân này có phức hợp đáy bên, nhân vỏ, nhân giữa, nhân trung tâm, và cụm tế bào xen giữa. Phức hợp đáy bên có thể được phân chia thêm thành nhân bên, nhân đáy và nhân đáy thêm.
Về mặt giải phẫu, hạch hạnh nhân, và cụ thể hơn là nhân trung tâm và nhân giữa của nó, đôi lúc được phân loại thành một phần của hạch nền.

### Chuyên biệt hóa ở hai bán cầu
Có những sự khác biệt về mặt chức năng giữa hai hạch hạnh nhân trái và phải. Trong một nghiên cứu, kích thích điện ở hạch hạnh nhân bên phải đã sản sinh ra những cảm xúc tiêu cực, đặc biệt là sợ hãi và buồn tủi. Trái ngược lại, kích thích vào hạch hạnh nhân bên trái là sản sinh ra hoặc là cảm xúc hài lòng (hạnh phúc) hoặc không hài lòng (sợ hãi, lo lắng, buồn tủi). Những bằng chứng khác gợi ra rằng hạch hạnh nhân đóng một vai trò nhất định trong hệ thống khen thưởng của não bộ.